# 乙二胺鄰苯二酚
乙二胺鄰苯二酚（Ethylenediamine pyrocatechol，EDP）, 也被稱為濕蝕刻溶液（EPW），是一種用於矽的非等向性蝕刻溶液。典型的配方包括乙二胺、鄰苯二酚、吡嗪和水。本品具有致癌性以及非常強的腐蝕性。主要用於研究實驗室裡，在主流半導體製程裡並無應用。